# Saint-Saturnin-du-Limet
Pour les articles homonymes, voir Saint-Saturnin.
Saint-Saturnin-du-Limet est une commune française, située dans le département de la Mayenne en région Pays de la Loire, peuplée de 518 habitants.
La commune fait partie de la province historique de l'Anjou (Haut-Anjou).

## Géographie
La commune est située dans le sud-Mayenne.

### Climat
Pour des articles plus généraux, voir Climat des Pays de la Loire et Climat de la Mayenne.
En 2010, le climat de la commune est de type climat océanique altéré, selon une étude du CNRS s'appuyant sur une série de données couvrant la période 1971-2000. En 2020, Météo-France publie une typologie des climats de la France métropolitaine dans laquelle la commune est exposée à un climat océanique et est dans la région climatique  Bretagne orientale et méridionale, Pays nantais, Vendée, caractérisée par une faible pluviométrie en été et une bonne insolation. 
Pour la période 1971-2000, la température annuelle moyenne est de 11,5 °C, avec une amplitude thermique annuelle de 13,6 °C. Le cumul annuel moyen de précipitations est de 746 mm, avec 12,4 jours de précipitations en janvier et 6,6 jours en juillet. Pour la période 1991-2020, la température moyenne annuelle observée sur la station météorologique de Météo-France la plus proche, dans la commune de Ballots à 9 km à vol d'oiseau, est de 11,8 °C et le cumul annuel moyen de précipitations est de 782,1 mm,. Pour l'avenir, les paramètres climatiques de la commune estimés pour 2050 selon différents scénarios d'émission de gaz à effet de serre sont consultables sur un site dédié publié par Météo-France en novembre 2022.

## Urbanisme

### Typologie
Au 1er janvier 2024, Saint-Saturnin-du-Limet est catégorisée commune rurale à habitat dispersé, selon la nouvelle grille communale de densité à sept niveaux définie par l'Insee en 2022.
Elle est située hors unité urbaine. Par ailleurs la commune fait partie de l'aire d'attraction de Craon, dont elle est une commune de la couronne,. Cette aire, qui regroupe 9 communes, est catégorisée dans les aires de moins de 50 000 habitants,.

### Occupation des sols
L'occupation des sols de la commune, telle qu'elle ressort de la base de données européenne d’occupation biophysique des sols Corine Land Cover (CLC), est marquée par l'importance des territoires agricoles (90,6 % en 2018), une proportion identique à celle de 1990 (90,6 %). La répartition détaillée en 2018 est la suivante : zones agricoles hétérogènes (38,9 %), terres arables (33,6 %), prairies (18,1 %), forêts (6,9 %), zones industrielles ou commerciales et réseaux de communication (2,1 %), milieux à végétation arbustive et/ou herbacée (0,4 %). L'évolution de l’occupation des sols de la commune et de ses infrastructures peut être observée sur les différentes représentations cartographiques du territoire : la carte de Cassini (XVIIIe siècle), la carte d'état-major (1820-1866) et les cartes ou photos aériennes de l'IGN pour la période actuelle (1950 à aujourd'hui).

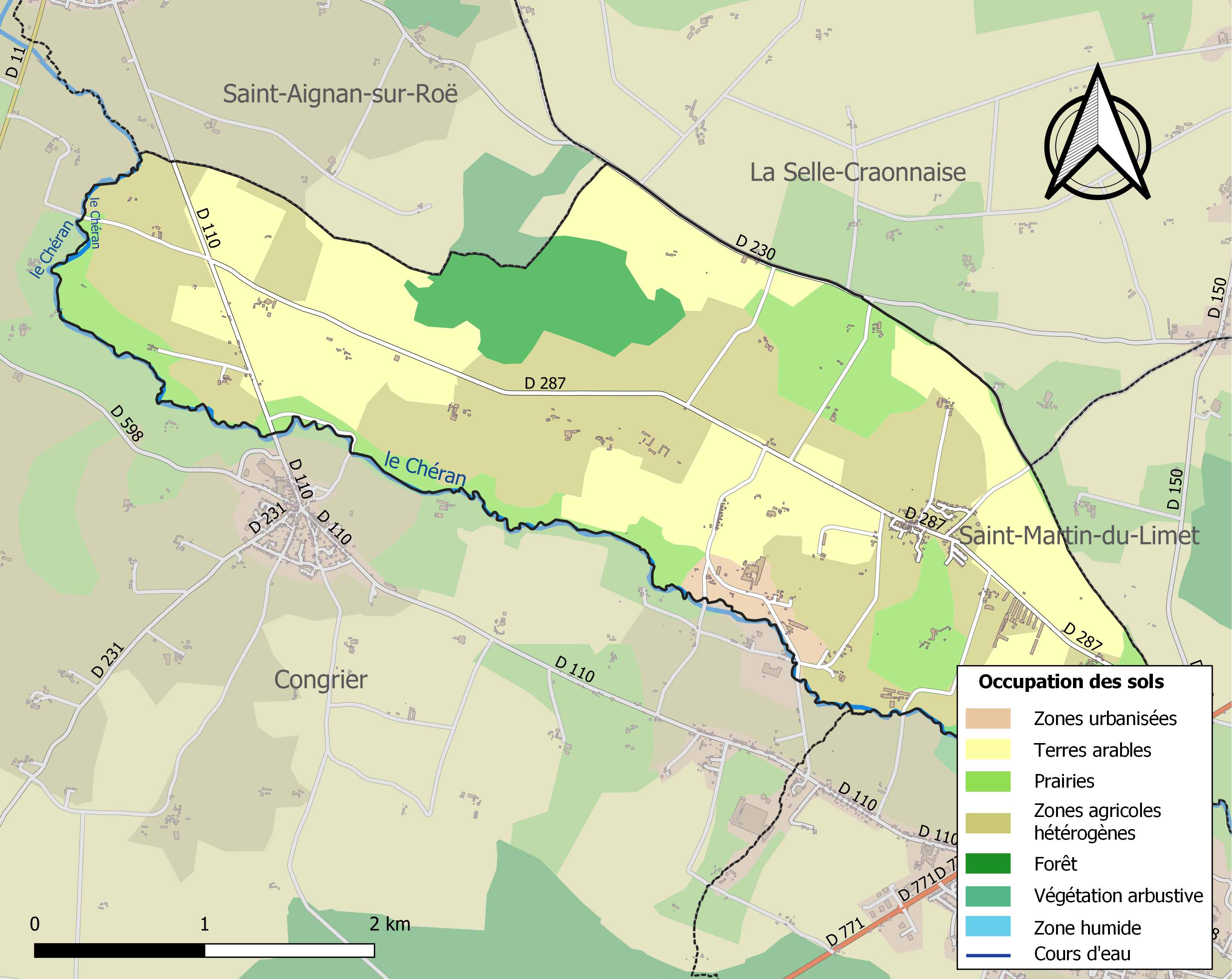
Carte des infrastructures et de l'occupation des sols de la commune en 2018 (CLC).

## Toponymie
L'origine du nom de Saint-Saturnin-du-Limet vient d'une part de l’évêque de Toulouse saint Sernin, qui envoya ses prêcheurs jusque dans la région, et d'autre part au cours d’eau le « Limet ».
- 1105 Sancto Saturnini
- 1136 Ecclesia Sancti Saturnini
- 1236 Parrochia Sancti Saturnini
- 1322 Saint Sounin
- 1370 Saint Saunin
- 1392 Ectour de Saint-Saurnin
- 1460 Sanctus Saturninus Juxta Limetum
- 1469 Saint Saurnin en Craonnois
- 1607 Saint Saturnin Près Limet
- 1783 Saint Saturnin du Limet

Le gentilé est Saturninois.

## Histoire

### Préhistoire

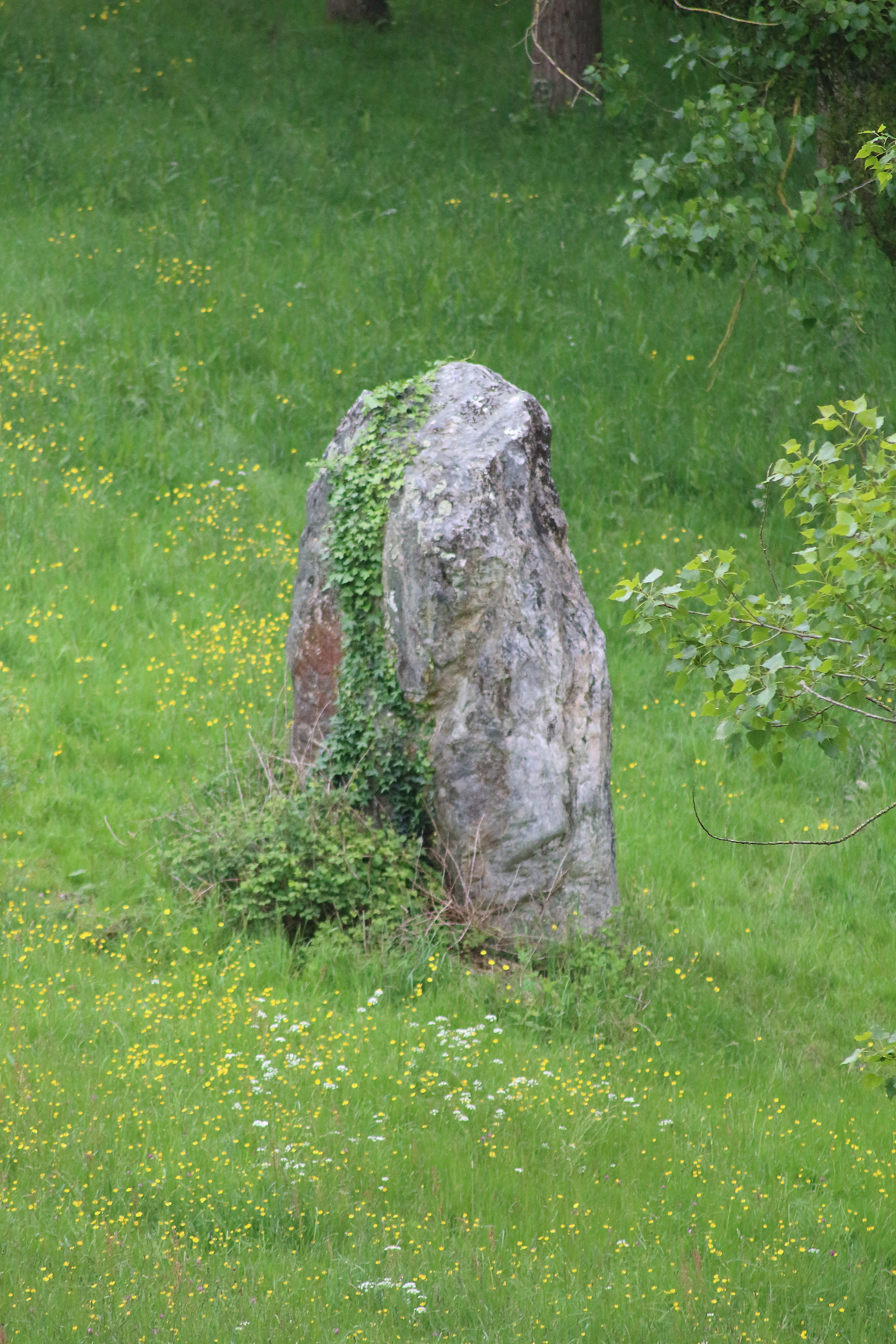
La pierre de l'Horloge.

Il reste un menhir appelé « Pierre de l’Horloge » situé auprès de Chéran.

### Antiquité
Au temps des Gaulois, la région était occupée par la tribu des Andecaves dont Angers était la capitale. Il reste des survivances de cette époque dans la langue et les habitudes : les Gaulois ne comptaient pas en jours mais par nuits. Ainsi, il n'est pas rare d'entendre « à nuit » pour exprimer « aujourd'hui ».
Sous l'occupation romaine, le Craonnais fut définitivement conquis après la défaite du chef Gaulois Dumnacus aux Ponts de Cé (51 av. J.-C.). De cette époque date l'ouverture de la voie romaine, dont on a retrouvé les traces, qui allait d'Angers par Segré en direction de Rennes et traversait La Guerche. Cette route, connue sous le nom de chemin de la Reine Anne, garda ensuite la dénomination de « chemin de La Guerche ».

### Moyen Âge
En 455, les Saxons s'emparèrent de l'Anjou et séjournèrent dix ans dans la région de Craon. Ils furent chassés par les Francs qui devinrent les maîtres du pays.
Sous le règne de Charlemagne, Roland était chargé de la garde de la marche de Bretagne. À l'époque de Charles le Chauve, le pays était sans cesse envahi et pillé par les Bretons et les Normands qui s'établissaient à Craon.
Au Moyen Âge, Saint-Saturnin appartenait à l'abbaye de Vendôme sur le Loir. Ce n'était alors qu'une immense forêt entrecoupée de landes et de terres incultes que les moines ont fait défricher. Certaines fermes gardent au travers de leur nom le souvenir de cette époque.
De 1031 à 1032, des pluies torrentielles causèrent famines et désolation ; le clergé dut vendre ses ornements et argenterie pour soulager le peuple. Une autre famine importante survint entre 1176 et 1180. À cette époque, on ne cultivait que le lin et le seigle.
Vers 1055-1057, le pape Victor II confirme, par l'un des premiers écrits reconnaissant l'existence de la localité, l’appartenance de Saint-Saturnin à l’abbaye de Vendôme.
Le chevalier Robert de Molière, mort avant 1221, donne aux Bonhommes, la métairie de la Lanferrière en Saint Saturnin du Limet "pour le salut de tous ses parents et le sien".
Guillaume II de Beaumont, évêque d'Angers, dans une lettre datée de 1236, relate l'existence de l'église de Saint-Saturnin.
En 1392, la cure à la disposition de l'évêque d'Angers était composée de 12 journaux de terre et deux quartiers de vignes, avant d'être augmentée par la suite de diverses rentes.
Le 10 mai 1428, durant la guerre de Cent Ans, la paroisse traite avec Georges de Trémoille pour avoir sa protection contre les Anglais.
Au Moyen Âge puis sous l'Ancien Régime, le fief de la baronnie angevine de Craon dépendait de la sénéchaussée principale d'Angers et du pays d'élection de Château-Gontier.

### Ancien Régime
En 1625, ouverture de la première carrière d'ardoise.
En 1638, une contagion est relatée.
En 1644, Laureir, demeurant au marais de Saint-Martin constitue une rente de 20 livres au profit du curé de Saint-Saturnin.
Les carrières d'ardoise de la Besnardière, la Rivière et la Trotterie sont exploitées dès 1625. En 1680, Gatien Galisson est dit seigneur de la Besnardière.
En 1683, à l'occasion d'une famine, les maisons ressemblaient plus à des étables qu'à des habitations. Certains en arrivaient à manger du pain de racines de fougères. En 1694, les laboureurs n'ayant plus de blé à semer abandonnent la région pour se réfugier en Bretagne.
René de Juigné, époux d'Anne Poyet, obtient en 1685, que Saint-Saturnin relève du Parvy et prend le titre de seigneur de Saint Saturnin. Il habite Beauchêne en 1689.
À la fin du XVIIe siècle, Saint-Saturnin comprend, sur un total de 1360 arpents de terre, 207 arpents en terres labourables, 103 en pâtures, 100 en prés, 150 en bois, 800 en landes et terres ingrates. Il y a à cette époque 8 métairies et 107 feux.
Le 19 octobre 1776, la première pierre du presbytère fut posée par le curé Delaunay.
Saint-Saturnin dépend du grenier à sel de Craon. En 1779, un poste de gabelle est établi au Buisson et à Toucheminot.
Le nouveau château de Beauchêne fut construit de 1778 à 1780 par le marquis René Jacques de Juigné[réf. nécessaire] avec les pierres de l'ancien château en ruines.
À l'aube de la Révolution, l'industrie du lin prenait de plus en plus d'importance et contribuait à une bonne part de l'activité économique. Le lin profitait surtout aux négociants et marchands de toile qui vendaient à l'Espagne et dans les colonies espagnoles.

### Révolution française
L'hiver 1789 est terrible avec des tempêtes de neige et un froid de −25 °C. Pendant la Révolution, Saint-Saturnin et le Craonnais font partie de l'Anjou. Volney est élu député du tiers état dans le Craonnais.
L'église est restée en très bon état lors de la Révolution.
En 1790, la France est divisée en départements, arrondissements, cantons et communes. Saint-Saturnin faisait partie du canton de Congrier. Par la suite, le pays connut de nombreux bouleversements : des curés réfractaires, les Chouans qui pillèrent la région, la Terreur...
Une centaine d'insurgés se réunirent au bourg de Saint-Saturnin le 18 août 1799 et rasèrent l'arbre de la liberté qui avait été planté.

### Premier Empire
L'usage de la chaux commença vers 1813. Le seigle fit alors place au froment et la nourriture du bétail fut triplé grâce à la culture de trèfle, de luzerne et du colza.
La plupart des gens ne savaient ni lire, ni écrire leur nom, alors le curé ou l'officier de l'état civil écrivaient ces noms à leur façon. Cela explique la différence d'orthographe pour les personnes d'une même famille. De même, les gens ne connaissaient pas leur date de naissance ou alors approximativement.
L'industrie a décliné peu à peu pour disparaître pendant la Restauration.

### De la Restauration au Second Empire
En 1829 fut construit le château des Hunaudières par Joseph Doussault, époux de Désirée Letort de la Chevronnaie. Dans le parc qui se situe sur une butte dominant le bourg, il n'y avait que des landes et beaucoup de châtaigniers.
En 1833, Guizot, ministre de Louis-Philippe, rend obligatoire pour chaque commune, l'établissement d'une école.
Un comice est institué à Saint-Aignan-sur-Roë, chef-lieu de canton, par Doussault. L'agriculture est en plein essor avec 58 fermes dans la commune en 1843, alors qu'on recensait 441 habitants en 1841.
L'école des filles tenue depuis 1857 par les sœurs de Briouze.

### IIIeRépublique
L'église fut reconstruite en 1879.
L'école des filles fut laïcisée le 1er septembre 1896.
En 1899, les céréales telles que le blé, l'orge, l'avoine et le sarrasin sont cultivées sur une vaste échelle, de même que la culture des fourragères comme le trèfle, la luzerne, les pommes de terre et les betteraves.
L'industrie de l'époque se résume aux ardoisières de la Rivière qui occupent 250 ouvriers et produisent annuellement 18 millions de tonnes d'ardoises. La journée de travail est de 11 heures pour un salaire d'environ 3,75 francs.
En dehors de la voie de chemin de fer, on dénombre 18 chemins ruraux, 2 vicinaux et un chemin d'intérêt commun.
À la fin du XIXe siècle, la population est composée d'environ un même nombre d'ouvriers carriers et d'agriculteurs, ayant des mœurs bien différentes. Les ouvriers, bruyants, tapageurs et batailleurs, consomment beaucoup d'eau-de-vie et d'absinthe, pour oublier bien souvent leur condition déplorable. Le pain et le lard forment l'essentiel de leur alimentation. La population agricole, plus timide et plus sobre s'impose par son calme. Outre le pain et le lard, elle se nourrit des divers produits de la ferme comme le beurre, les œufs, les volailles et les légumes. La boisson ordinaire est le cidre.
La population alla croissante jusqu'en 1881 ou l'on recensait 797 habitants, puis décrut progressivement.
Le presbytère fut reconstruit en 1902.
En 1927, l'école publique comptait cinq élèves pour une trentaine à l'école privée.

### VeRépublique
En 1984, l'école publique comptait 29 élèves et l'école privée 40. À cette même époque, les exploitations agricoles étaient au nombre de 31, dont 23 comprises entre 25 et 50 ha et 8 de moins de 25 ha.
En moins d'un siècle, le nombre de fermes a diminué de moitié. L'exode rural n'a pas favorisé l'accroissement des populations dans les petits bourgs, malgré les efforts fournis par les municipalités pour construire, aménager et embellir les communes. Ainsi, l'école publique ferma ses portes en 1989 et une vingtaine d'années plus tard, en 2010, ce sera au tour de l'école privée Saint-René d'accueillir pour la dernière fois les écoliers du village.

## Héraldique
| Armes de Saint-Saturnin-du-Limet | Les armes de la commune de Saint-Saturnin-du-Limet se blasonnent ainsi : Écu d'argent à ancolies d'azur, tigées et feuillées de sinople, aux lettres S.S.L. de même, initiales de Saint-Saturnin-du-Limet. |

## Politique et administration
| Période                                  | Période                  | Identité        | Étiquette | Qualité                      |
| ---------------------------------------- | ------------------------ | --------------- | --------- | ---------------------------- |
| Les données manquantes sont à compléter. |                          |                 |           |                              |
| mars 1971                                | janvier 1984 (démission) | Camille Blériot |           |                              |
| janvier 1984                             | mars 2001                | Arthur Madiot   |           | Agriculteur, maire honoraire |
| mars 2001                                | mars 2014                | Guy Moisy       | SE        | Ingénieur informatique       |
| mars 2014                                | En cours                 | Gérard Bedouet  | SE        | Retraité                     |

## Population et société

### Démographie
L'évolution du nombre d'habitants est connue à travers les recensements de la population effectués dans la commune depuis 1793. Pour les communes de moins de 10 000 habitants, une enquête de recensement portant sur toute la population est réalisée tous les cinq ans, les populations de référence des années intermédiaires étant quant à elles estimées par interpolation ou extrapolation. Pour la commune, le premier recensement exhaustif entrant dans le cadre du nouveau dispositif a été réalisé en 2005.
En 2022, la commune comptait 518 habitants, en évolution de +1,97 % par rapport à 2016 (Mayenne : −0,73 %, France hors Mayotte : +2,11 %).
| 1793 | 1800 | 1806 | 1821 | 1831 | 1836 | 1841 | 1846 | 1851 |
| ---- | ---- | ---- | ---- | ---- | ---- | ---- | ---- | ---- |
| 446  | 286  | 427  | 475  | 492  | 445  | 519  | 538  | 557  |

| 1856 | 1861 | 1866 | 1872 | 1876 | 1881 | 1886 | 1891 | 1896 |
| ---- | ---- | ---- | ---- | ---- | ---- | ---- | ---- | ---- |
| 531  | 529  | 569  | 521  | 588  | 797  | 660  | 778  | 789  |

| 1901 | 1906 | 1911 | 1921 | 1926 | 1931 | 1936 | 1946 | 1954 |
| ---- | ---- | ---- | ---- | ---- | ---- | ---- | ---- | ---- |
| 638  | 577  | 536  | 537  | 610  | 559  | 524  | 508  | 548  |

| 1962 | 1968 | 1975 | 1982 | 1990 | 1999 | 2005 | 2006 | 2010 |
| ---- | ---- | ---- | ---- | ---- | ---- | ---- | ---- | ---- |
| 537  | 566  | 558  | 534  | 558  | 546  | 520  | 518  | 513  |

| 2015 | 2020 | 2022 | - | - | - | - | - | - |
| ---- | ---- | ---- | - | - | - | - | - | - |
| 510  | 519  | 518  | - | - | - | - | - | - |

## Économie
Au XXIe siècle, avec une industrie importante employant un bon nombre de ses habitants, Lisi Costmetics représente un atout économique et social pour Saint-Saturnin. Un garagiste, un transporteur, des artisans et des commerçants viennent compléter l'activité, dont la plus grande part représente les exploitations agricoles.

## Lieux et monuments
Des temps préhistoriques, il reste un menhir appelé « Pierre de l'Horloge » située près du Chéran, au bas de la côte de Roche Poulain. Il est inscrit au titre des monuments historiques depuis le 21 octobre 1953.
- Château de Beauchêne

Dans le village, il reste des traces de l'exploitation de l'ardoise, dont la cité de Bellevue, constituée d'anciennes maisons de mineurs. Le musée de l'Ardoise de Renazé retrace la vie des mineurs d'autrefois.

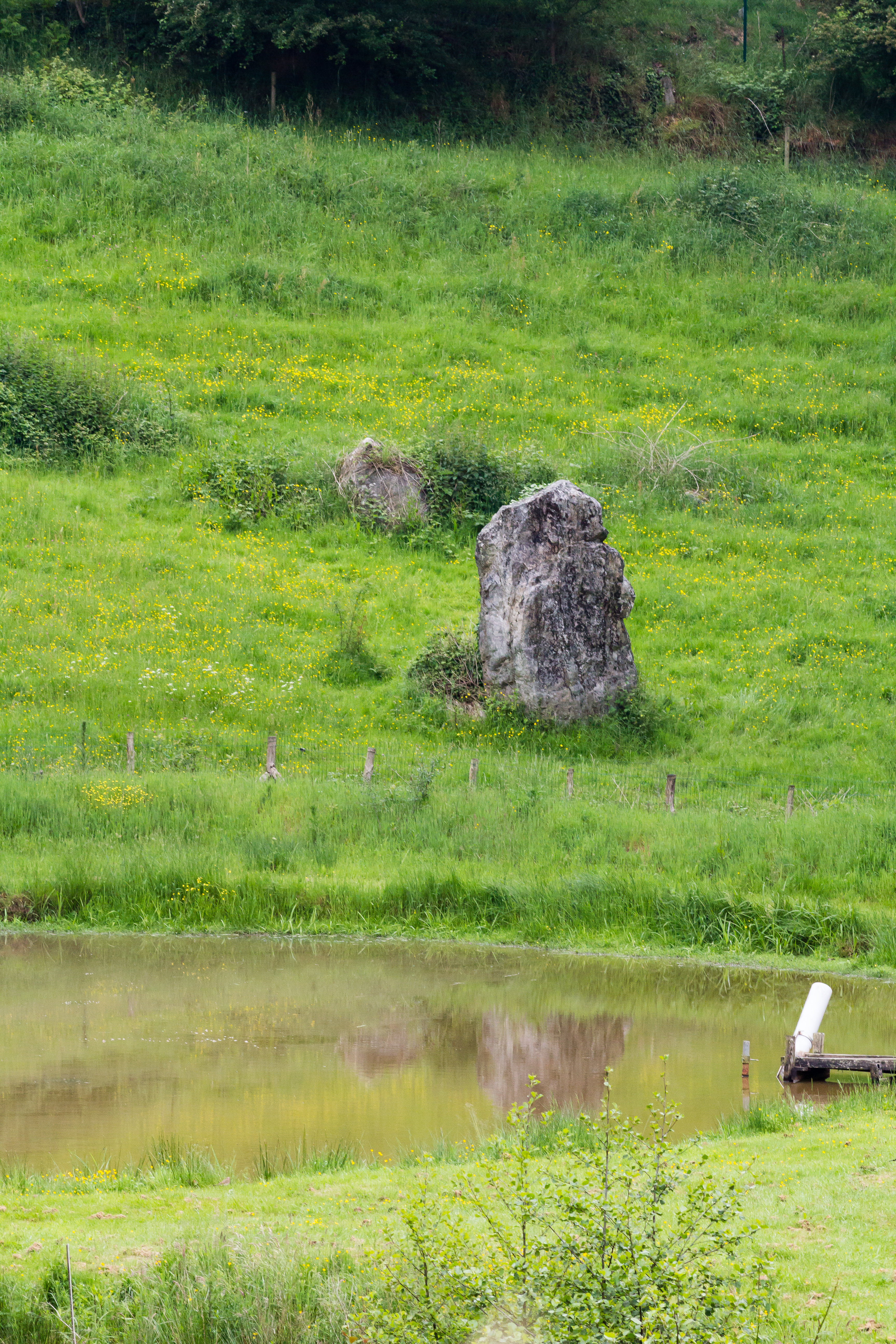
La Pierre de l'Horloge.
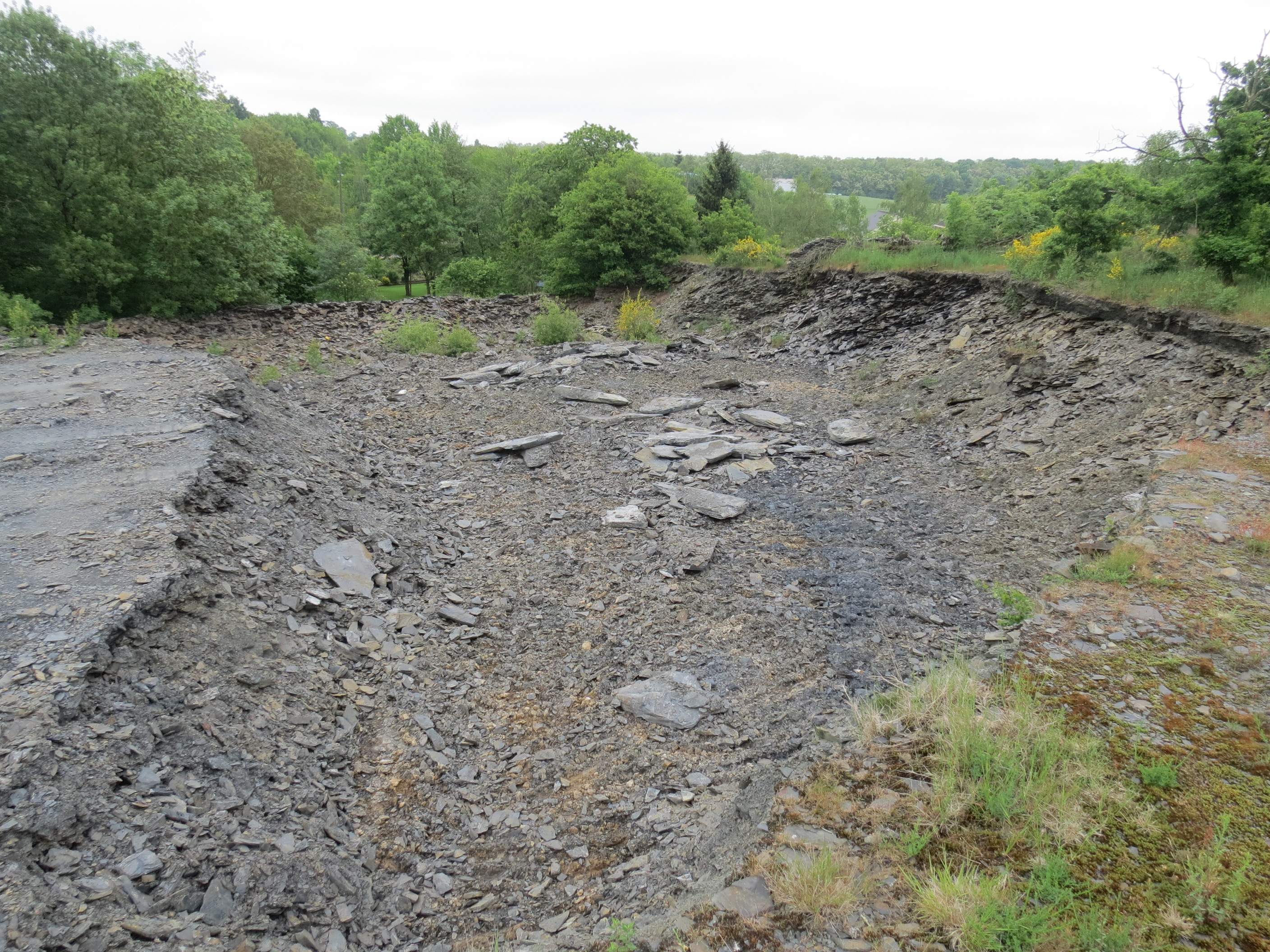
Déchets ardoisiers épandus du puits de la Gauterie.
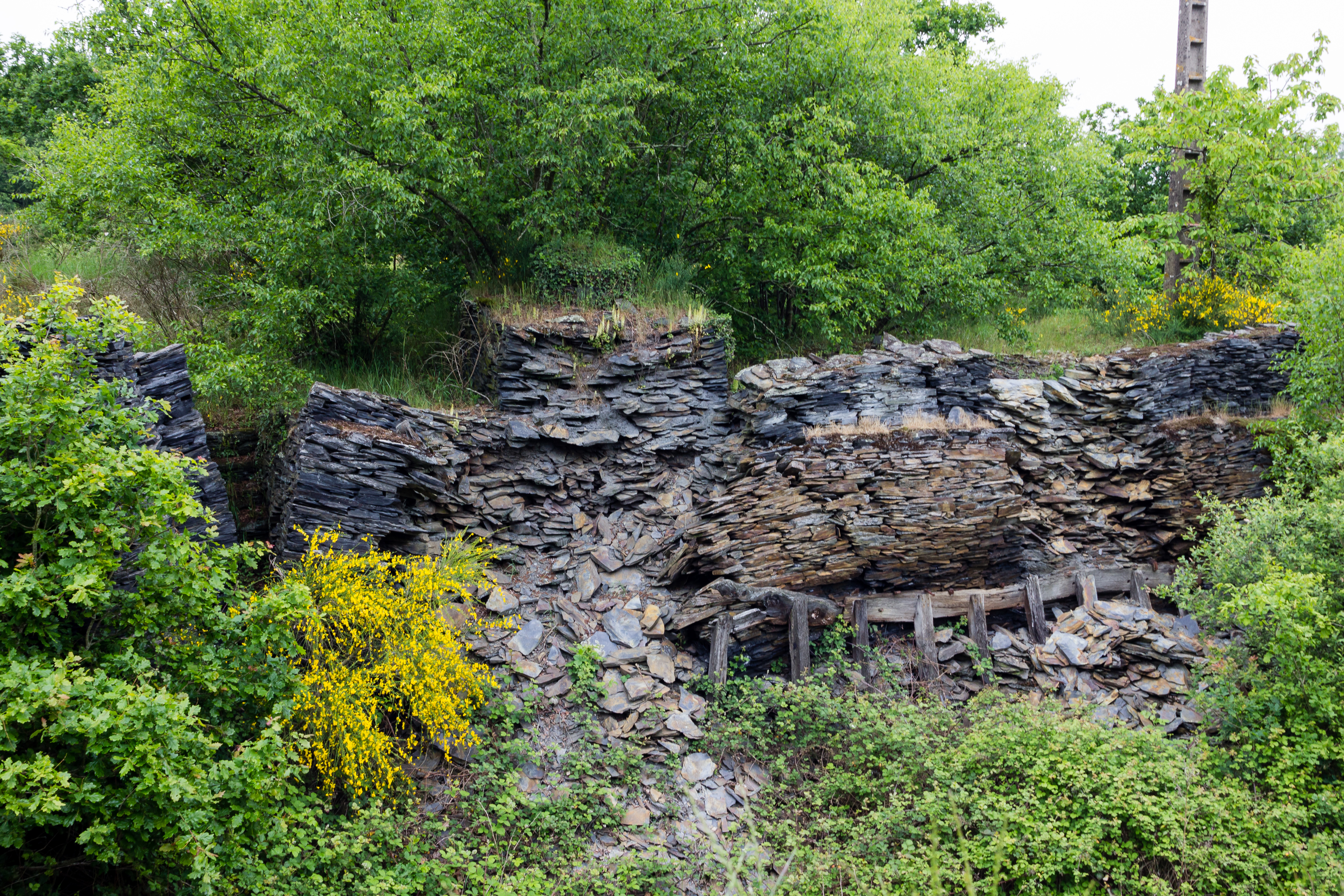
Murs éboulés de l’ardoisière de la rivière.
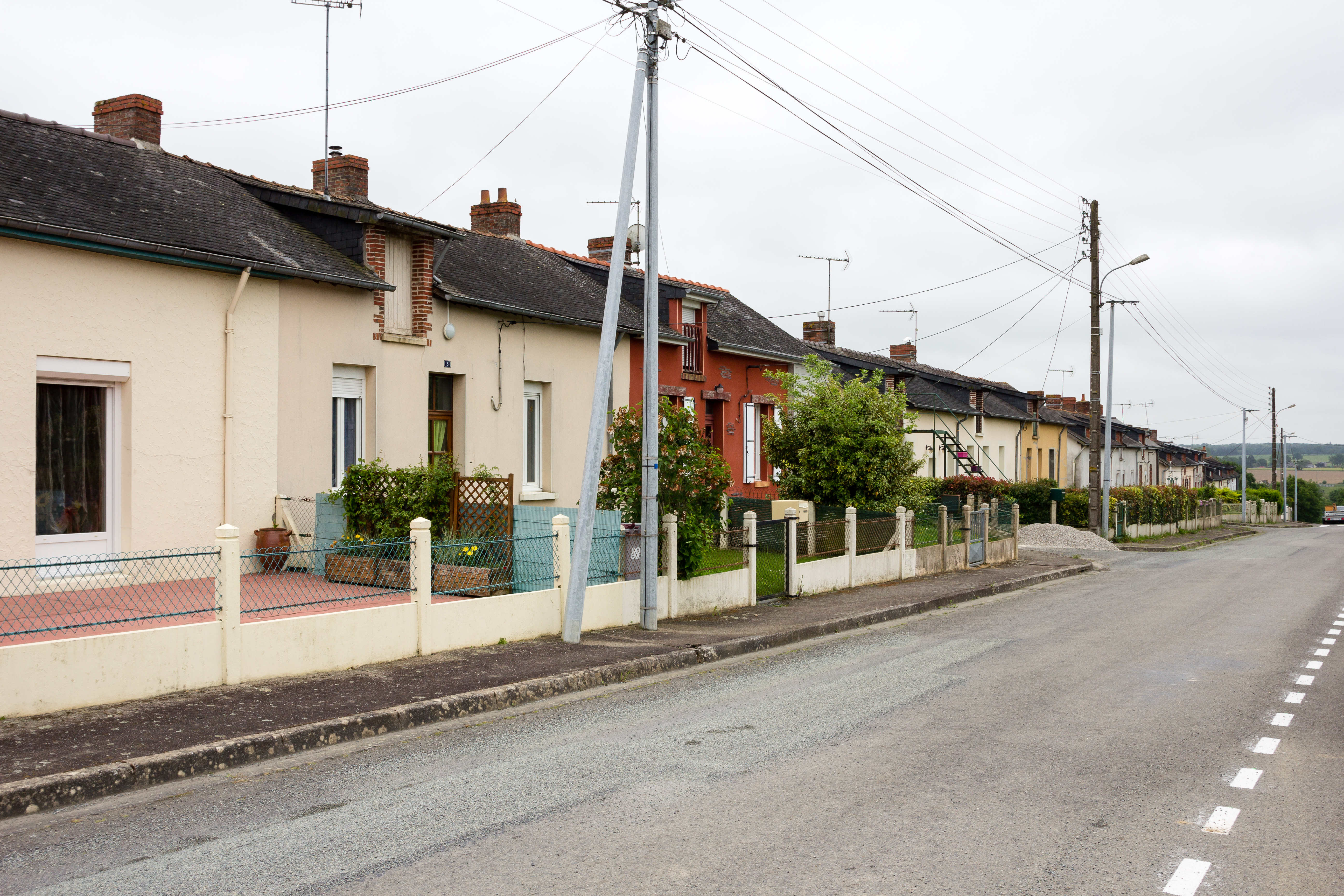
La cité ouvrière de Bellevue.
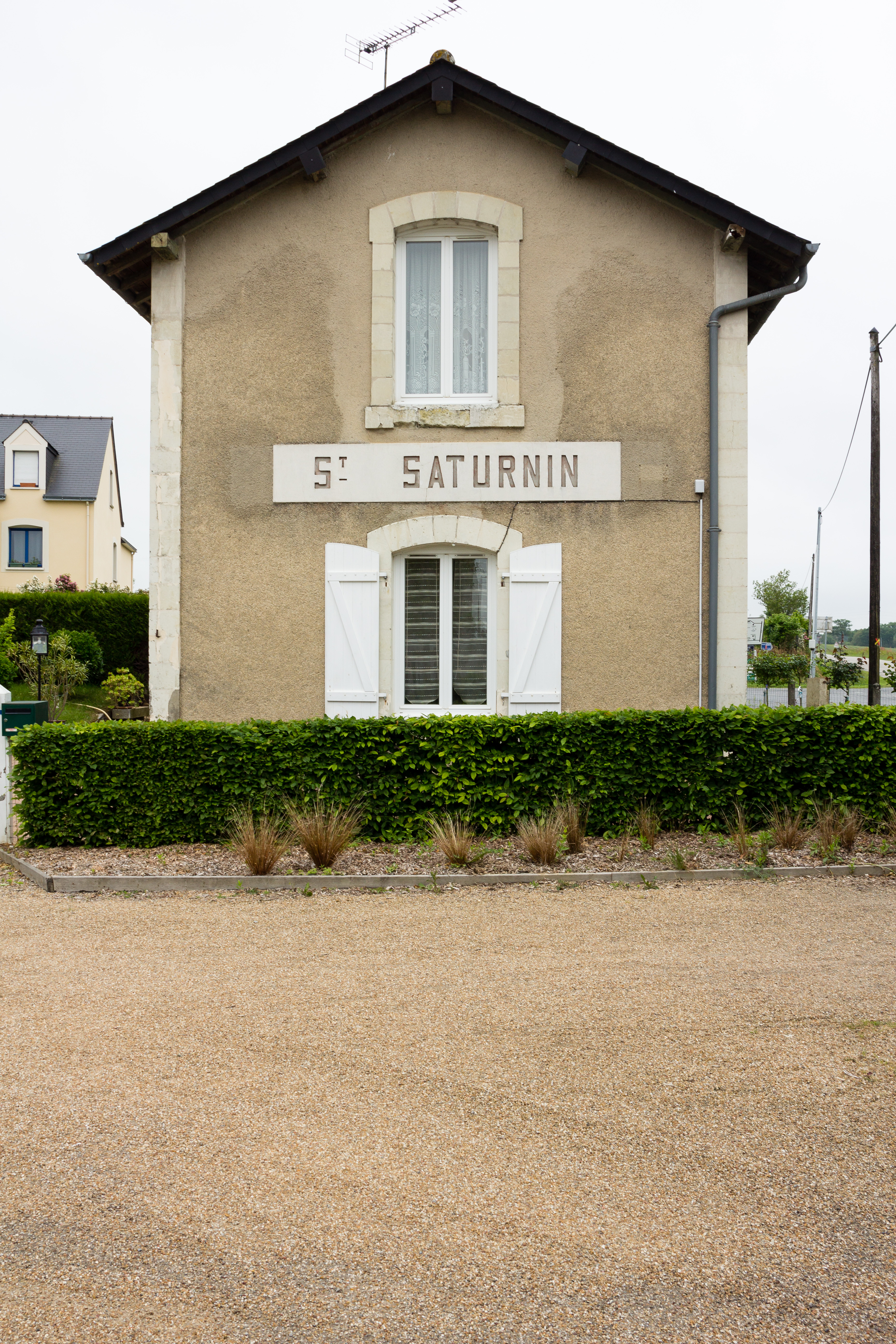
La gare de l'ancienne ligne de Laval à Pouancé.
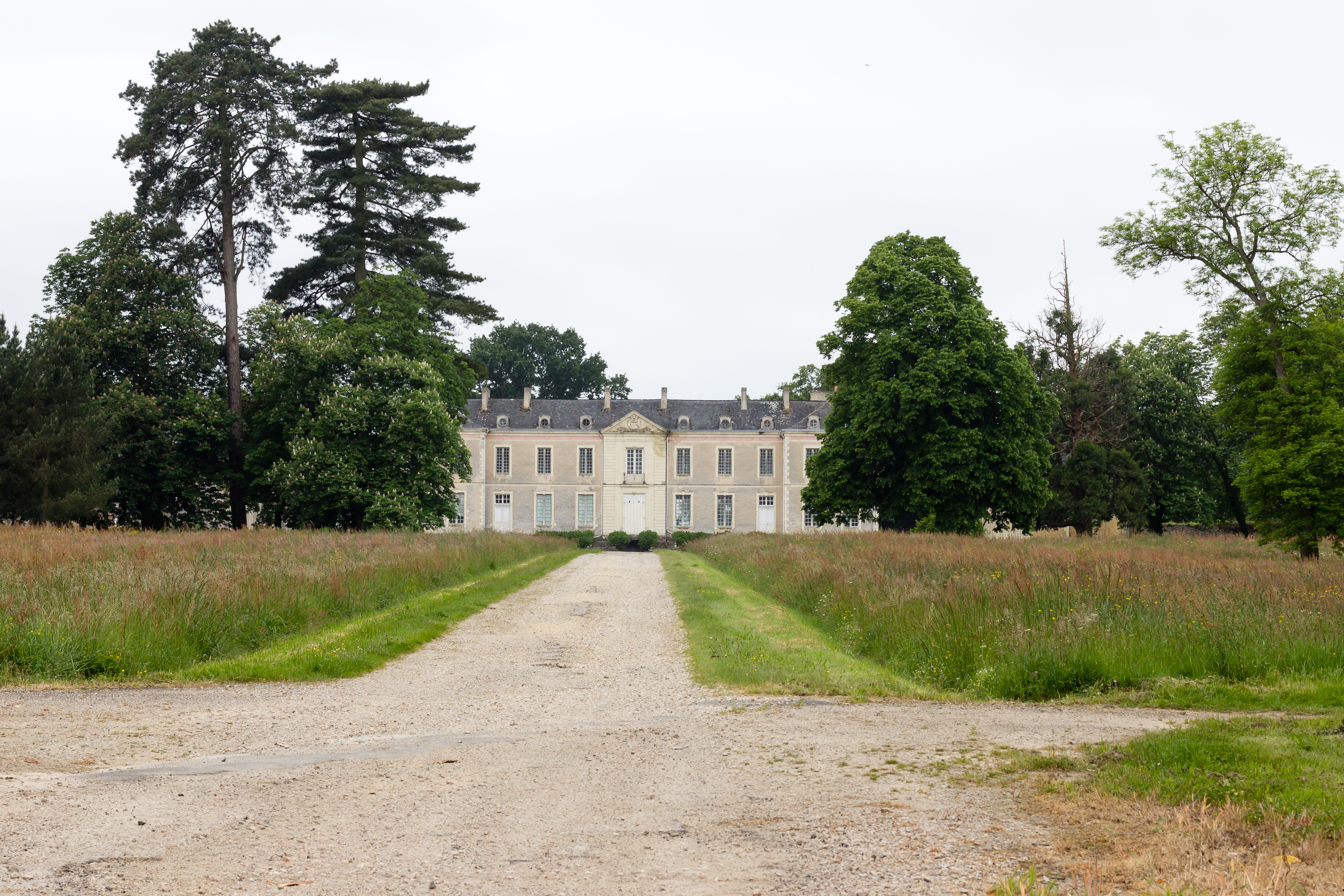
Le château de Beauchêne.

## Activité et manifestations
On compte plusieurs associations à Saint-Saturnin-du-Limet : le comité des fêtes, l'Association sportive de Saint-Saturnin, l'Association de pêcheurs du Chéran Congrier/Saint-Saturnin-du-Limet, Familles rurales, l'association Passions partagées à la maison de retraite des Hunaudières, un club des Ainés ruraux (avec notamment la belote du jeudi) et son groupe de chants et danses le Dynamic Folk, l'Union nationale des combattants. Le syndicat d'initiative du canton de Saint-Aignan-sur-Roë apporte de multiples animations locales.
L'ancienne voie ferrée reliant Renazé à Laval, a été réhabilitée en voie verte par le conseil général et fait le bonheur des promeneurs, qu'ils soient marcheurs, cyclistes ou à cheval.